# Satakunta
Satakunta – region na zachodzie Finlandii. Głównym miastem regionu jest Pori. Obszar Satakunty ma charakter głównie rolniczy, charakteryzujący się odrębnością i własnymi tradycjami.

## Gminy
Region ten jest podzielony na 19 gmin (miasta zostały pogrubione):

- Eura
- Eurajoki
- Harjavalta
- Honkajoki
- Huittinen
- Jämijärvi
- Kankaanpää
- Karvia
- Kokemäki
- Köyliö
- Luvia
- Merikarvia
- Nakkila
- Pomarkku
- Pori
- Rauma
- Säkylä
- Siikainen
- Ulvila